# Kennedy McMann
Kennedy Paige McMann (Holland, Míchigan, 30 de octubre de 1996) es una actriz estadounidense conocida por interpretar el personaje de Nancy Drew en la serie de televisión de 2019 del mismo título.

## Biografía
Kennedy McMann nació el 30 de octubre de 1996 en Holland, Míchigan, su padre es el escritor y músico, Matt McMann y su madre la escritora Lisa McMann. Se mudó con su familia a Mesa en Arizona cuando aún estudiaba en escuela primaria. Se graduó en 2014 en el Skyline High School, donde fue nombrada una de las cinco estudiantes inaugurales del Mes de las Escuelas Públicas de Mesa durante su último año, el 12 de noviembre de 2013. En 2018, obtuvo una licenciatura en Bellas Artes en Actuación de la Universidad Carnegie Mellon.
Poco después de graduarse hizo varias apariciones especiales en Law & Order: Special Victims Unit de la NBC y Gone de la NBCU. En febrero de 2019, firmó para interpretar el personaje titular Nancy Drew en la serie de televisión de 2019 del mismo título. En enero de 2020, la serie fue renovada para una segunda temporada. La tercera temporada se estrenó el 8 de octubre de 2021. Después de cuatro temporadas, la serie finalizó en agosto de 2023.
En 2023, protagonizó el episodio The Good Lawyer de la serie de drama médico The Good Doctor, donde el Dr. Shaun Murphy (interpretado por Freddie Highmore) busca representación legal en la abogada Joni DeGroot (McMann), que padece un trastorno obsesivo-compulsivo, en realidad se trata del episodio piloto de un nuevo spin off, derivado de la serie The Good Doctor, y titulado como el episodio piloto, The Good Lawyer,pero ABC decidió en noviembre no seguir adelante con el proyecto.

## Vida personal
En 2020, McMann se casó con su novio de toda la vida, Sam McInerney. Se conocieron cuando ambos estudiaban en la Universidad Carnegie Mellon.

## Filmografía
| Año            | Título                            | Papel         | Notas                                                     | Ref.   |
| -------------- | --------------------------------- | ------------- | --------------------------------------------------------- | ------ |
| 2017           | Gone                              | Sara Moreland | Episodio: «Family Photo»                                  |        |
| 2018           | Law & Order: Special Victims Unit | Carol Solomon | Episodio: «Revenge»                                       |        |
| 2019-2023      | Nancy Drew                        | Nancy Drew    | Papel principal; 62 episodios                             |        |
| 2020           | This Is Not A Love Letter         |               | Cortometraje                                              |        |
| 2022           | Tell Me Lies                      | Georgia       | Episodiosː «Lightning Strikes» y «Merry FCking Christmas» |        |
| 2023           | The Good Doctor                   | Joni DeGroot  | Episodio: «The Good Lawyer»                               | [ 11 ] |
| 2024           | Attendance                        |               | Cortometraje                                              |        |
| —              | Brewmance                         | Amber         | Posproducción                                             | [ 16 ] |
| (Fuente: IMDb) |                                   |               |                                                           |        |